# Bešenovački Prnjavor
Bešenovački Prnjavor (cyr. Бешеновачки Прњавор) – wieś w Serbii, w Wojwodinie, w okręgu sremskim, w mieście Sremska Mitrovica. W 2011 roku liczyła 83 mieszkańców.